# Спартак (футбольний клуб, Ташкент)
Футбольний клуб «Спартак» (Ташкент) або просто «Спартак» — професіональний узбецький футбольний клуб з міста Ташкент. 

## Історія
Футбольний клуб «Спартак» заснований 1937 року в місті Ташкент. Остання згадка в радянський період датується 1955 роком. Вважається клубом-попередником ташкентського Пахтакора.

## Досягнення
- Клас «Б» зона «Середня Азія» Другої ліги Чемпіонату СРСР з футболу 
  - 7-ме місце (1) 1953

- Кубок СРСР
  - 1/16 фіналу (1) 1954

- Друга ліга Чемпіонату Узбекистану
  -  Чемпіон (1): 2008

## Відомі гравці
- Ідгай Тазетдінов